# Juan Manuel Canós
Juan Manuel Canós Ferrer (Burriana, 1º gennaio 1944) è un ex calciatore spagnolo di ruolo difensore.

## Carriera
Giocò per tutta la carriera con l'Elche Club de Fútbol.
Nel 1968 collezionò 4 presenze con la Nazionale spagnola.